# Daniel Blancou
Pour les articles homonymes, voir Blancou.
Daniel Blancou est un auteur français de bande dessinée né le 1er décembre 1976.

## Biographie
Daniel Blancou est né de parents instituteurs qui, entre 1967 et 1976, sont affectés au camp de harkis de Saint-Maurice-l'Ardoise, sur la commune de Saint-Laurent-des-Arbres (Gard). Blancou suit le cursus des Arts Déco de Strasbourg, dans la même promotion que les auteurs de bande dessinée Boulet, Lisa Mandel, Erwann Surcouf, Nicolas Wild et Reno.
En 2002, il débute dans le magazine Tchô ! et officie comme coloriste sur le troisième et quatrième album de L'odyssée du temps publiés en 2002 et 2004 (Éditions Paquet).
En 2008, l'artiste signe sa première bande dessinée : Le roi de la savane, en solo,  un one-shot qui met en scène la biographie fictive d'un lion de cirque, personnage créé dans Tchô !.
En 2009, l'auteur publie un second one-shot avec Albert le magnifique, mettant en scène un ours devenu humain qui, privé de son traitement, redevient ours,. En 2010 paraît Être riche.
À partir de l'expérience de ses parents dans le camp de harkis sur la commune de Saint-Laurent-des-Arbres, Blancou se tourne vers le documentaire. Il les interviewe et se documente pour publier, en 2012, la bande dessinée documentaire Retour à Saint-Laurent des Arabes. L'ouvrage reçoit un accueil critique favorable.
En 2013 paraît Énergies extrêmes, en collaboration avec le journaliste Sylvain Lapoix, prépublié dans La Revue dessinée. Le récit porte sur les enjeux du gaz de schiste.
S'associant avec le magistrat Patrice Camberou et le journaliste François Pottier, Blancou dessine Sous le feu corse, mémoires du juge d'instruction sur l'affaire des paillottes parue en 2016.
Blancou a aussi participé à des revues (notamment pour la prépublication de ses œuvres) comme Lapin, La Revue dessinée ou Spirou ainsi qu'à des ouvrages collectifs comme Être là avec Amnesty international.
En 2023, il dessine La voiture du futur, une histoire courte de Spirou et Fantasio sur un scénario de Lewis Trondheim. La même année, il est coloriste pour l'album de Lucky Luke Les indomptés de Blutch.
Sa signature est un ambigramme.

## Œuvres

### Bandes dessinées
Daniel Blancou est scénariste, dessinateur et coloriste, sauf indication contraire. 
- 2008 : Le Roi de la savane, Delcourt, (Collection Shampooing), Strasbourg, 128 p.,  (ISBN 978-2-7560-1324-4). Apparition d'un membre du groupe Weepers Circus dans une case.
- 2009 : Albert le magnifique, Sarbacane,  (ISBN 978-2-848-65267-2)
- 2010 : Être riche, Sarbacane,  (ISBN 9782848653563)
- 2012 : Retour à Saint-Laurent des arabes, Delcourt, 144 p.,  (ISBN 978-2-7560-2420-2) — les parents de l’auteur, jeunes instituteurs nommés à Saint-Maurice-l'Ardoise en 1967, découvrent les conditions de vie des harkis dans les camps militaires.
- 2014 : Énergies extrêmes, avec Sylvain Lapoix (journaliste et scénariste), Futuropolis, 128 p.,  (ISBN 978-2754811026) — bande dessinée. L'album reprend une partie des planches publiées dans La Revue dessinée, No 1 à No 3 et en propose de nouvelles.
- 2014 : Être là, avec Amnesty International , avec  Christophe Dabitch (scénario), Futuropolis, avec un collectif de dessinateurs, Futuropolis, co-éd. Amnesty International, 2014  (ISBN 9782754811316)
- 2016 : Sous le feu corse. L'enquête du juge des paillotes, (dessinateur et coscénariste), avec Patrice Camberou (journaliste et scénariste) et François Pottier (scénariste). Futuropolis, 136 p.,  (ISBN 978-2754811965).
- 2020 : Un auteur de BD en trop, Sarbacane,  (ISBN 978-2-377-31385-3).
- 2023 : Deviens quelqu'un !, Sarbacane,  (ISBN 978-2-377-31793-6).

## Récompense
- 1995 : Prix de la bande dessinée scolaire du Festival international de la bande dessinée d'Angoulême[16].

### Documentation

#### Articles
Chroniques
- Morgan Di Salvia, « Albert le magnifique - Par Daniel Blancou - Ed. Sarbacane », sur Actua BD, 10 mars 2009
- Bande dessinée et narration, Paris : Presses universitaires de France, coll. « Formes sémiotiques », 2011, de Thierry Groensteen.  (ISBN 978-2130584872)
- Frédéric Potet, « Mélange des genres Bande dessinée. Oubliés de la guerre d'Algérie », Le Monde,‎ 16 mars 2012
- La rédaction, « "Retour à Saint-Laurent-des-Arabes", de Daniel Blancou et "Demain, demain. Nanterre, bidonville de la Folie, 1962-1966", de Laurent Maffre : oubliés de la guerre d'Algérie », Le Monde,‎ 15 mars 2012 (lire en ligne)
- Benjamin Roure, « Retour à Saint-Laurent des arabes », BoDoï,‎ 19 mars 2012 (lire en ligne)
- Frédérique Roussel, « Trois bulles familiales pour l'Histoire : Florent Silloray, Jérémie Dres et Daniel Blancou revisitent le passé de leurs aïeux », Libération,‎ 31 mars 2012.
- Adama Cissoko, « Une BD documentaire qui retrace l'histoire des harkis à Saint-Laurent-des-Arbres : "Un sujet délicat et douloureux" », Midi Libre,‎ 27 avril 2012
- Olivier Renault, « Trois visions de la guerre d'Algérie en BD », Ouest-France,‎ 12 avril 2012
- Eleonore Varini, « Souvenirs de harkis », Actualités Sociales Hebdomadaires,‎ 8 juin 2012
- La rédaction, « La guerre d'Algérie, une histoire à raconter et à dessiner », Le Progrès,‎ 10 novembre 2012
- Fabien Deglise, « Énergies extrêmes, Daniel Blancou et Sylvain Lapoix », Le Devoir,‎ 20 décembre 2014
- A Practical Guide to French Harki Literature, 2014, de Keith Moser,  (ISBN 978-0739190098)
- Marc Lamonzie, « Sous le feu corse – l’enquête du juge des paillotes », BoDoï,‎ 31 octobre 2016 (lire en ligne)
- David Taugis, « Sous le feu Corse - Par Blancou, Camberou & Pottier-Futuropolis », sur Actua BD, 26 décembre 2016
- Isabelle Delorme, « Quand la bande dessinée fait mémoire du XXe siècle », sur Les presses du réel (ISBN 978-2-84066-999-9)

Interviews
- Benjamin Roure et Daniel Blancou (int.), « La richesse selon Daniel Blancou », BoDoï,‎ 17 mars 2010 (lire en ligne)
- Benjamin Roure et Daniel Blancou (int.), « Daniel Blancou rouvre les camps de Harkis », BoDoï,‎ 10 avril 2012 (lire en ligne)
- Hélène Amiraux et Daniel Blancou (int.), « Harkis : "Montrer le mécanisme d'une prise de conscience" », Midi Libre,‎ 24 juin 2012
- Yannick Vely et Daniel Blancou (int.), « Les harkis oubliés de "Saint-Laurent-des-Arabes" », Paris Match,‎ 5 juillet 2012
- Thierry Lemaire et Daniel Blancou (int.), « Daniel Blancou ("Retour à Saint-Laurent des Arabes") : « Aujourd’hui, à côté de quoi je passe, qui est grave et que je ne vois même pas ? » », sur Actua BD, 23 mars 2012